# Eberhard Fechner
Pour les articles homonymes, voir Fechner.
Eberhard Fechner (né le 21 octobre 1926 à Liegnitz en Silésie - mort le 7 août 1992 à Hambourg) est un réalisateur allemand.

## Filmographie partielle

### Œuvre
Entre 1953 et 1990 Fechner a réalisé de très nombreux films, en partie des documentaires.
- 1957 : Les Confessions de Félix Krull. Fechner y joue un douanier.
- 1975 : Tadellöser und Wolff, d'après le roman de Walter Kempowski (Scénario et réalisation)
- 1976 : un documentaire sur les Comedian Harmonists (Scénario et réalisation)
- 1977 : Winterspelt : la guerre immobile, octobre 1944 d'après le roman d'Alfred Andersch (Scénario et réalisation)

## Récompenses et distinctions
Eberhard Fechner a reçu de nombreuses récompenses pour son œuvre, dont plusieurs fois
- Prix Adolf Grimme pour Nachrede auf Klara Heydebreck (1970), Klassenfoto (1971), Unter Denkmalschutz (1976), et 1985 une récompense spéciale pour l'ensemble de l'œuvre
- Goldene Kamera pour Nachrede auf Klara Heydebreck (1971), Ein Kapitel für sich (1980)
- 1983 médaille d'or au festival international du film de Paris pour Winterspelt : la guerre immobile, octobre 1944